# Benjamin Becker
Benjamin Becker (Merzig, 16 giugno 1981) è un ex tennista tedesco.
Nonostante il cognome e la stessa disciplina sportiva, non esiste alcuna parentela tra Benjamin Becker e il più celebre connazionale Boris.

## Biografia
Becker ha trascorso gran parte della sua giovinezza negli Stati Uniti, imparando a giocare a tennis sui campi in cemento. Dopo qualche apparizione nei challenger nel 2000, il tedesco ha fatto il suo esordio nei tornei ATP soltanto nel 2006, precisamente ad Halle (perdendo in due set da Tomáš Berdych). Il suo momento di gloria è però giunto al terzo turno degli US Open, dove all'interno di un Arthur Ashe Stadium tutto esaurito ha battuto e posto fine alla carriera di Andre Agassi.
Becker è alto 177 cm. Destrimane, ha sempre avuto nel servizio il suo colpo migliore.
Già finalista a Bangkok nel 2007, il 20 giugno 2009 (pochi giorni dopo il 28º compleanno) ha conquistato il suo primo titolo e unico titolo sull'erba olandese di 's-Hertogenbosch battendo Raemon Sluiter 7-5 6-3.
Dopo aver fallito le qualificazioni a Wimbledon 2017, ha annunciato il suo ritiro.

## Statistiche

### Singolare

#### Vittorie (1)
| Legenda                   |
| Grande Slam (0)           |
| ATP World Tour Finals (0) |
| ATP Masters 1000 (0)      |
| ATP World Tour 500 (0)    |
| ATP World Tour 250 (1)    |

| Numero | Data           | Torneo                        | Superficie | Avversario in finale | Punteggio |
| 1.     | 20 giugno 2009 | Ordina Open, 's-Hertogenbosch | Erba       | Raemon Sluiter       | 7-5, 6-3  |

#### Finali perse (2)
| Legenda                   |
| Grande Slam (0)           |
| ATP World Tour Finals (0) |
| ATP Masters 1000 (0)      |
| ATP World Tour 500 (0)    |
| ATP World Tour 250 (2)    |

| Numero | Data              | Torneo                          | Superficie | Avversario in finale  | Punteggio        |
| 1.     | 30 settembre 2007 | Thailand Open, Bangkok          | Cemento    | Dmitrij Tursunov      | 2-6, 1-6         |
| 2.     | 21 giugno 2014    | Topshelf Open, 's-Hertogenbosch | Erba       | Roberto Bautista Agut | 6-2, 6(2)–7, 4-6 |

### Doppio

#### Finali perse (2)
| Legenda                   |
| Grande Slam (0)           |
| ATP World Tour Finals (0) |
| ATP Masters 1000 (0)      |
| ATP World Tour 500 (0)    |
| ATP World Tour 250 (2)    |

| Numero | Data             | Torneo                       | Superficie  | Compagno       | Avversari in finale    | Punteggio   |
| 1.     | 1º agosto 2009   | Farmers Classic, Los Angeles | Cemento     | Frank Moser    | Bob Bryan Mike Bryan   | 4-6, 6(2)–7 |
| 2.     | 13 febbraio 2010 | SAP Open, San Jose           | Cemento (i) | Leonardo Mayer | Mardy Fish Sam Querrey | 6(3)–7, 5-7 |